# Raymond Westbrook
Raymond Westbrook (* 1946 in Southend-on-Sea; † 23. Juli 2009 in London) war ein britischer Altorientalist, Rechtshistoriker und Professor für semitische Sprachen an der Johns Hopkins University in Baltimore.

## Leben
Westbrook wuchs in Southend-on-Sea auf und besuchte das Magdalen College in Oxford zum Studium der Rechtswissenschaft. Aufgrund seines Interesses für die Anfänge des Rechtswesens im Alten Vorderen Orient wechselte er an die Hebrew University in Jerusalem, wo er antike Rechtsgeschichte bei Reuven Yaron sowie Altorientalistik bei Haim Tadmor und Aaron Shaffer studierte. Eine anschließende Promotion an der Yale University wurde durch den Tod seines Doktorvaters J. J. Finkelstein unterbrochen. Ab 1976 arbeitete er dann als Anwalt in Wales und England und lehrte an der Inns of Court School of Law in London. Es folgte eine Tätigkeit als Übersetzer am Europäischen Rechnungshof in Luxemburg, während er mit Unterstützung von Claus Wilcke in München an seiner Dissertation arbeitete. 1982 wurde er dann an der Yale University  mit einer Arbeit über altbabylonisches Eherecht promoviert. Bis 1987 lehrte er an den Fakultäten für Rechtswissenschaft und für Biblische Studien an der Hebrew University in Jerusalem.
1987 wechselte er an die Johns Hopkins University, wo er Akkadisch, Sumerisch und Hethitisch lehrte und besonders Seminare zu Rechtstexten und diplomatischer Korrespondenz anbot. Er arbeitete aber auch zu altgriechischem und römischem Recht.
Im Juli 2009 verstarb er infolge eines Krebsleidens.

## Schriften (Auswahl)
- Old Babylonian Marriage Law. Berger, Horn 1988. (Archiv für Orientforschung 23) (= Dissertation)
- Studies in biblical and cuneiform law. Gabalda, Paris 1988, ISBN 2-85021-034-X.
- mit Raymond Cohen (Hrsg.): Amarna diplomacy. The beginnings of international relations. Johns Hopkins University Press, Baltimore 2000, ISBN 0-8018-6199-3.
- mit Richard Jasnow (Hrsg.): Security for debt in ancient Near Eastern law. Brill, Leiden 2001, ISBN 90-04-12124-2.
- (Hrsg.): A history of ancient Near Eastern law. 2 Bde. Brill Leiden 2003, ISBN 90-04-12995-2.
- Law from the Tigris to the Tiber. The Writings of Raymond Westbrook, hrsg. von Bruce Wells und F. Rachel Magdalene. Eisenbrauns, Winona Lake 2009, ISBN 978-1-57506-177-1 (2 Bde., gesammelte kleine Schriften, Inhaltsverzeichnis)